# فرودگاه مک‌گی کتفیش رستوران
فرودگاه مک‌گی کتفیش رستوران (به انگلیسی: McGehee Catfish Restaurant Airport) یک فرودگاه همگانی است که یک باند فرود چمن دارد و طول باند آن ۷۴۷ متر است. این فرودگاه در کشور ایالات متحده آمریکا قرار دارد و در ارتفاع ۲۳۲ متری از سطح دریا واقع شده‌است.